# Andy Narell
Andy Narell (Nueva York 18 de marzo de 1954) es un pianista, percusionista y compositor estadounidense de jazz étnico, especializado en los Tambores metálicos de Trinidad y Tobago.

## Historial
Se trasladó a California siendo adolescente, después de haber descubierto los steelpan en el Queens. Su padre, Murray Narell, era un asistente social, e invitó a Ellie Mannette a tocar los tambores metálicos en Nueva York, en un intento de mantener a los niños fuera de las calles, de las bandas, e introducirlos en las steelbands.  
Narell estudió música en la Universidad de California en Berkeley, y tocó el piano en el "University of California Jazz Ensemble" bajo la dirección de David W. Tucker.  Se graduó en 1973. En los años 1980, trabajó en el proyecto "Bebop & Beyond", que grabaron álbumes de homenaje a Dizzy Gillespie y Thelonious Monk.
Después colaboró con el Caribbean Jazz Project, Montreux, Sakésho, y Béla Fleck and the Flecktones. Ha compuesto y arreglado música para la competición nacional de steelbands de Trinidad, y ha girado por África del Sur en 1999, tocando ante un auditorio de 80.000 personas.
Tiene un hermano, Jeff Narell, que tocan también el steelpan.

## Discografía

### Como líder
- Hidden Treasure (Inner City, 1979)
- Stickman (Windham Hill Records, 1981)
- Light in Your Eyes (Windham Hill Records, 1983)
- Slow Motion (Windham Hill Records, 1985)
- The Hammer (Windham Hill Records, 1987)
- Little Secrets (Windham Hill Records, 1989)
- Down the Road (Windham Hill Records, 1992)
- The Long Time Band (Windham Hill Records, 1995)
- Behind the Bridge (Heads Up, 1998)
- Fire in the Engine Room (Heads Up, 2000)
- Live in South Africa (Heads Up, 2001)
- The Passage (Heads Up, 2004.)
- Tatoom (Heads Up, 2007)
- University of Calypso w/Relator (Heads Up, 2009)

### Con Montreux
- Live at Montreux (Windham Hill, 1984)
- Chiaroscuro (Windham Hill, 1985)
- Sign Language (Windham Hill), 1987)

### Con Caribbean Jazz Project
- The Caribbean Jazz Project (Heads Up, 1995)
- Island Stories (Heads Up, 1997)

### Con Sakésho
- Sakésho (Heads Up, 2002)
- We Want You to Say... (Heads Up, 2005)

### Recopilatorios
- Sampler '96 (Windham Hill Records, 1996)
- 'A Winter's Solstice III (Windham Hill Records, 1990)
- The Bach Variations (Windham Hill Records, 1994)
- A Winter's Solstice IV (Windham Hill Records, 1993)